# Duńscy posłowie do Parlamentu Europejskiego 2024–2029
Duńscy posłowie X kadencji do Parlamentu Europejskiego zostali wybrani w wyborach przeprowadzonych 9 czerwca 2024, w których wyłoniono 15 deputowanych.

## Posłowie według list wyborczych
Socjalistyczna Partia Ludowa
- Rasmus Nordqvist
- Kira Marie Peter-Hansen
- Villy Søvndal

Socialdemokraterne
- Niels Fuglsang
- Christel Schaldemose
- Marianne Vind

Venstre
- Asger Christensen
- Morten Løkkegaard

Konserwatywna Partia Ludowa
- Niels Flemming Hansen

Danmarksdemokraterne
- Kristoffer Hjort Storm

Det Radikale Venstre
- Sigrid Friis

Czerwono-Zieloni
- Per Clausen

Sojusz Liberalny
- Henrik Dahl

Duńska Partia Ludowa
- Anders Primdahl Vistisen

Moderaterne
- Stine Bosse